# KOOV
KOOV（クーブ）とはソニー・グローバルエデュケーションが展開する知育玩具のブランド名である。

## 概要
創造力を養う目的でソニー・グローバルエデュケーションの掲げる「STEM101」の一環として学校教材を扱うアーテック社と共同で開発され、展開される。
かねてよりソニーコンピュータサイエンス研究所はレゴブロックにマイクロチップや発光ダイオードを内蔵してパソコン等で操作できる"Toy Alive"というブロックの開発を進めていた。
透明なブロックとマイクロコントローラがセットになっていて、さまざまな玩具を組み立てることができる。また、コンパニオン・アプリでプログラムすれば、作成した玩具を動かすことも可能で簡単なプログラミングを学べる。
ブランド名のKOOVには「K」と「V」はプログラミングに使われる「<」「>」を連想させて同時に、「Key（キー）」と「Value（値）」も意味していて、2個の「O」は無限マーク（∞）も意味しており、「想像力が続く限り、KOOVでは無限の組み合わせが可能だ」ということを表現しているとされる。